# Arcoppia viperea
Arcoppia viperea är en kvalsterart som först beskrevs av Aoki 1959.  Arcoppia viperea ingår i släktet Arcoppia och familjen Oppiidae. Inga underarter finns listade i Catalogue of Life.